# Jean-Jacques Launier
Jean-Jacques Launier, né le 7 octobre 1958 à Alger, est une personnalité française de l’art, écrivain et fondateur d’Art ludique – Le Musée dont il est le président. Il devient également président de la commission du Fonds d'aide au jeu vidéo du Centre national du cinéma et de l’image animée (CNC) en 2014 pour un mandat de deux ans. 

## Biographie
Jean-Jacques Launier a fait des études de dessins à l’École supérieure des arts Modernes de Paris dans les années 1980, avant de devenir directeur artistique dans la publicité pour lesquelles il conçoit des films et dessine des story-boards. Il conçoit ensuite des campagnes et affiches françaises de films de Wim Wenders, Stephen Frears, Quentin Tarantino.
Passionné par la Figuration narrative, il crée en 2003, avec Diane Launier et Jean-Francois Camilleri, sur l’Île Saint-Louis à Paris, la galerie Arludik, spécialisée dans les dessins originaux issus de la bande dessinée, du jeu vidéo, des mangas, du film d’animation et du cinéma.
En 2004, Jean-Jacques Launier participe à la création de l’exposition Miyazaki-Moebius au musée de la Monnaie de Paris. Il crée ensuite d'autres expositions en France notamment sur l’art de l’Âge de Glace à Annecy, ainsi que l’art du Seigneur des Anneaux à La Baule-Escoublac,. Il a également écrit un roman, La Mémoire de l’âme, dont chaque page est illustrée d’un dessin de Moebius (éditions Anne Carrière-Stardom, 2001). Il est aussi avec Jean-Samuel Kriegk le co-auteur du livre Art ludique (Éditions Sonatine, 2011), et a réalisé un documentaire intitulé Derrière le masque des super-héros, où intervient notamment Stan Lee.
En 2013, il fonde et préside Art ludique – Le Musée, à Paris, musée consacré à l’Entertainment, inauguré en novembre avec l’exposition « Pixar 25 ans d’animations », et qui accueille en mars 2014 l’exposition « L’Art des Super-Héros Marvel », dont il est également commissaire. La même année, il participe à la création du "Disney Art Challenge", concours destiné à l'ensemble des écoles d'animation françaises, offrant des bourses d'études aux étudiants lauréats. Il en est depuis membre du jury, sous la présidence de John Lasseter. 
En avril 2014, Jean-Jacques Launier est nommé pour deux ans à la tête de la commission du Fonds d'aide au jeu vidéo du Centre National du Cinéma et de l’Image Animée par la directrice de l’institution, Frédérique Bredin.
En 2015, Jean-Jacques Launier est le commissaire de l'exposition « Aardman, l'Art qui prend forme »  puis de « L'Art dans le Jeu vidéo : l'Inspiration française »,, toutes deux présentées successivement à Art ludique - Le Musée.
Il est également en mars 2016 commissaire de l’exposition « L’Art du studio Blue Sky »,,, conçue par l’équipe d’Art ludique-Le Musée en étroite collaboration avec les artistes et réalisateurs du studio.
En janvier 2016, Jean-Jacques Launier est nommé au grade de Chevalier de l’ordre des Arts et des Lettres par arrêté du 10 février 2016.
Il est commissaire de l'exposition « L'Art des studios d'animation Walt Disney - Le Mouvement par nature » ,, qui a débuté le 14 octobre 2016, conçue et écrite par l’équipe du Musée Art ludique en collaboration avec la Walt Disney Animation Research Library. 
Depuis le 31 mars 2017, Jean-Jacques Launier est commissaire de l'exposition « L'Art de DC : l'Aube des Super-Héros » , en collaboration avec DC Entertainment et avec la participation de Warner Bros Consumer Products.
Il est le commissaire de l’exposition « L'épopée artistique de la trilogie Dragons » qui a lieu à partir du 31 janvier 2019, en collaboration avec le studio DreamWorks Animation et Universal Pictures International France,. 
En 2020, il est commissaire de l'exposition dédiée aux « 25 ans de DreamWorks Animation » qui est organisée mi-octobre à Paris, puis au musée Voltaire (Ferney-Voltaire) en juin 2021 et à Saint Quentin en juin 2022. La même année, il intègre le palmarès des « 50 Français qui feront le jeu vidéo en 2021 » établi par le Gaming Campus . Il intègre de nouveau ce palmarès aux côtés de Diane Launier en 2022 et 2023.
Avec Diane Launier, il est commissaire de l’exposition « Pinocchio de Guillermo Del Toro », qui présente les authentiques sculptures articulées ainsi qu’une sélection inédite de dessins et peintures de recherches pour le film. Créée en collaboration avec Netflix, l’exposition est présentée à Paris entre mi-octobre et mi-décembre 2022. En mars 2023, le film remporte l’Oscar du meilleur film d’animation.
De juin 2023 à Janvier 2024, il présente avec Diane Launier l’exposition « Sur les traces de Tolkien et de l'imaginaire médiéval. Peintures et dessins de John Howe » dont ils sont commissaires d’exposition, et qu’ils ont imaginée et écrite pour le Fonds Hélène & Édouard Leclerc à Landerneau. Conçue en étroite collaboration avec l’artiste John Howe, l’exposition présente en première mondiale près de 300 dessins et peintures de l’artiste, ainsi que des œuvres authentiques (tapisseries, armures, sculptures), prêtées par les musées du Louvre, des Invalides, de Quimper, de Cluny, et d’Orsay,,,.

## L'art ludique
Avec le livre Art ludique, qu'il coécrit en 2011 avec Jean-Samuel Kriegk, Jean-Jacques Launier se pose comme l'un des principaux théoriciens d'un courant qu'il dépeint comme "un mouvement d'art contemporain issu de différentes formes de divertissement". Avec l'art ludique, Jean-Jacques Launier souhaite mettre en valeur des œuvres d’art issues de l’Entertainment, soit la bande dessinée, le jeu vidéo, le cinéma ou le manga, longtemps jugées indignes car associées au monde de l’enfance ou de l’adolescence et envisagées essentiellement sous un aspect économique et partant incompatible avec la portée artistique. En fondant le musée Art Ludique en 2013, Jean-Jacques Launier a pour aspiration de rendre ses lettres de noblesse aux arts contemporains que sont la bande dessinée, le jeu vidéo et l’animation. 
Jean-Jacques Launier estime ainsi que « l’idée originelle de l’art ludique réside dans le fait que la genèse commune de chaque film, album de bande dessinée ou jeu vidéo est toujours le dessin ». Le mouvement ainsi dépeint rassemble les œuvres de créateurs qui ont marqué l’imaginaire collectif et influencé la culture du XXe et du XXIe siècle, d’Hergé à Stan Lee en passant par Hayao Miyazaki.
Dans cet ouvrage, les auteurs définissent trois bassins culturels, où s'est développé l'art ludique : l’Europe Francophone, le Japon et les États-Unis. C’est en effet dans ces trois zones que s’est d’abord développée la Bande Dessinée (les mangas japonais, les comic-books américains, emmenés par Marvel et DC, et la bande dessinée franco-belge, avec Morris ou Peyo), mais aussi le cinéma (le théâtre optique et le cinématographe sont nés en France) et les jeux vidéo (Ubisoft en France, Atari aux États-Unis, ou Nintendo au Japon). Aujourd’hui toutefois, l’Art ludique s’internationalise toujours davantage, grâce notamment à l’émergence de studios internationaux et à la mondialisation des échanges artistiques.
Le président de l'université d'Avignon et sociologue de la culture, Emmanuel Éthis, évoque à plusieurs reprises, sur son "socioBlog", l'Art ludique et le musée qui lui est consacré, définissant le courant comme "un art qui parcourt les réseaux symboliques par lesquels notre conscience s'autonomise graduellement".

## Œuvres
- La Mémoire de l’âme, Éditions Anne Carrière-Stardom; 2001
- Art ludique, Éditions Sonatine; 2011 (avec Jean-Samuel Kriegk)
- Derrière Le masque des super-héros, Documentaire vidéo de 52 minutes
- Pixar, 25 ans d'animation, catalogue de l'exposition, Éditions Art ludique - Le Musée; 2013 : Avant-propos
- L’art des Super-héros Marvel, catalogue de l’exposition, Éditions Art ludique – Le Musée; 2014
- Dessins du Studio Ghibli, les secrets du layout pour mieux comprendre l'animation de Takahata et Miyazaki, catalogue de l'exposition, Éditions Art ludique - Le Musée; 2014 : Avant-propos
- Aardman, l’Art qui prend forme, catalogue de l'exposition, Éditions Art ludique - Le Musée; 2015 : Avant-propos
- L’Art dans le Jeu vidéo – l’inspiration française, catalogue de l'exposition, Éditions Art ludique - Le Musée; 2015 : Avant-propos
- L’Art de Blue Sky Studios, catalogue de l'exposition, Éditions Art ludique - Le Musée; 2016 : Avant-propos
- L'Art des Studios d'animation Walt Disney - Le Mouvement par nature, catalogue de l'exposition, Éditions Art ludique - Le Musée; 2016 : Avant-propos
- L'Art de DC : l'Aube des Super-Héros, catalogue de l'exposition, Éditions Art ludique - Le Musée; 2017 : Avant-propos
- Sur les traces de Tolkien et de l'imaginaire médiéval. Peintures et dessins de John Howe, catalogue de l’exposition, Éditions FHEL; 2023. Coécrit avec Diane Launier